# Королівський соляний завод в Арк-е-Сенан
Королівська солеварня Арк-е-Сенан — це історична будова в Арк-е-Сенан, департаменту Ду, що у східній Франції поряд із лісовим масивом Шо, десь близько за 35 кілометрів від Безансону. Архітектором споруди був видатний парижанин свого часу Клод-Ніколя Леду (1736—1806). Його робота є важливим прикладом епохи раннього Просвітництва, суть якої полягає у філософії архітектурного дизайну, що уособлював розташування будівель згідно з деякою раціональною геометричною взаємозалежністю між його складовими елементами.
Інститут Клод-Ніколя Леду взявся за проблему консервації сайту та управління монументом, як об'єктом ЮНЕСКО. Королівська солеварня була внесена у реєстр Світового Надбання в 1982 році.
На сьогодні, місце відкрите для загальної публіки. Воно включає будинок бондарів, а також експозиції музею Леду, футуристичні проекти якого ніколи не були втіленні. Будівля із виробництва солі розміщує тимчасові виставки.
Залізнична колія сполученням Безансон-Бург-ан-Бресс проходить повз солеварню. Перон від Арк-е-Сенен всього декілька десятків метрів від заводу.

## Витоки
У 18 столітті сіль була важливим та цінним товаром. В цей час вона додавалася широко для приготування їжі, а також її консервування. Неоднозначність вжитку солі спричинила французький уряд оподатковувати її використання. Це було обов'язковою вимогою для всіх людей, що старше восьми років, купувати сіль щорічно за ціною, встановленою урядом. Збір податку був відповідальністю Ферме-дженераль.
Надра регіону Франш-Конте мали відносно значні залежи галіту, які проявлялися через розсолові струмки. Тому, існувала незначна кількість малих солеварень, на зразок таких як Сален-ле-Бен та Монморо, що виварювали сіль над багаттями. Заводи зводилися близько до джерел, покладаючись на наявність палива у сусідніх лісових масивах. Після багатьох років експлуатації виробництв, насадження стали зникати все стрімкіше, призводячи до фізичної віддаленості складового ресурсу функціюнування солеварень. Це у свою чергу збільшувало собівартість продукту. Більш того, солоність розсолу із часом зменшувалася. Це примусило експертів із Ферме-дженераль розмірковувати над експлуатацією навіть малих джерел. Проте, королівський консул зупинив цю ініціативу у квітні 1773. Частиною проблеми стала складність побудови споруд для процесу випаровування, тому що Сален-ле-Бен розташовувався у невеличкій долині.
Далі було вирішено розвідати більш механізований та афективний метод видобутку. Концепція складалася із будівництва спеціальної фабрики біля лісу Шо у Вал-д'Мур, де соляна вода підводилася мережею каналів.

## Клод Ніколя Леду
На 20 вересня 1771 року король Людовик XV призначив Леду ревізором солеварень Лорейн та Франш-Конте. Він відповідав за інспектування різних соляних заводів на території східної Франції. Це дало йому можливість бачити різноманітні технологічні процеси видобутку солі, включаючи ті, що у Сален-ле-Бен і Лон-ле-Соньє, а також вивчити все необхідне для побудови фабрики починаючи з чистого листа.
Двома роками пізніше, Маррі Жанна Дюбаррі підтримала номінацію Леду для членства у Королівській академії архітектури. Це дозволило йому позиціонувати себе, як королівського архітектора. Завдячуючи саме цій посаді інспектора солеварні та королівського архітектора він зміг отримати замовлення на розробку королівської солеварні у Арк-а-Сенан.

## Перший проект

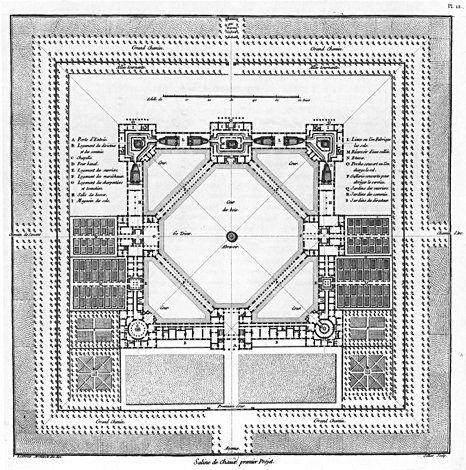
In 1775, the king rejected Ledoux's first design plan.

Спершу, без отримання наказу короля, Леду розпочав архітектурне проектування солевидобувного комплексу. Розробка представлялася у якомусь сенсі абстракцією, оскільки у нього на увазі не було певного місця розташування. Проте, це створило йому умови для вільної творчості. Будинки розмістили навколо границі величезного квадрату, та з'єднали між собою портиками. Жодна будова не була ізольованою. Для прискорення сполучення між частинами комплексу, Леду запропонував використовувати криті пасажі, що з'єднували середини суміжних сторін, формуючи квадрати у квадратах. Також, повсюди рясніли колони. Будинки були пересичені ними, а 144 дорійських колон утримували криті пасажі.
План Леду передбачав, що центральна площа двору була би місцем зберігання дров. У кожному куту квадрату та в центрі кожної сторони стояв би двоповерховий квадратний будинок, де би утримувалися розмаїті елементи виробничого циклу. Спереду — приміщення для охорони, капличка та пекарня. По сторонах — бондарі та робітники. Фруктові насадження оточували споруду для забезпечення працівників заводу додатковим доходом. Під кінець, стіна закривала все підприємство по колу, щоб унеможливити крадіжки.
Саме бачення грандіозності проекту, що завадило його практичному втіленню. Жодна індустріальна будова цього періоду не була такою ж вражаючою. Проте, король відкинув проект. Він особливо заперечував використання колон, риси, що є придатніші для церков та палаців. Ще, йому було не до вподоби розташування капличок у куті.
Переглядаючи власний проект, Леду усвідомлював його заангажованість концепцією фабрики, залишаючи поза увагою символічні аспекти. Результатом було одноманітне, рутинне проектування, зосереджене на двополюсній симетрії швидше, ніж на зваженому центрі тяжіння. Робота також включала елементи дизайну комунальних будинків цього часу, таких як монастирі, великі ферми, госпіталі, таке інше. Більше того, із давніх часів архітектурна наука визнавала уразливість такого планування до поширення пожеж і існування поганих санітарних умов, що у кінцевому результаті приводило до запустіння новобудов. І на останок, критики зауважували про ігнорування проектом географічних та геологічних передумов.

## Другий проект

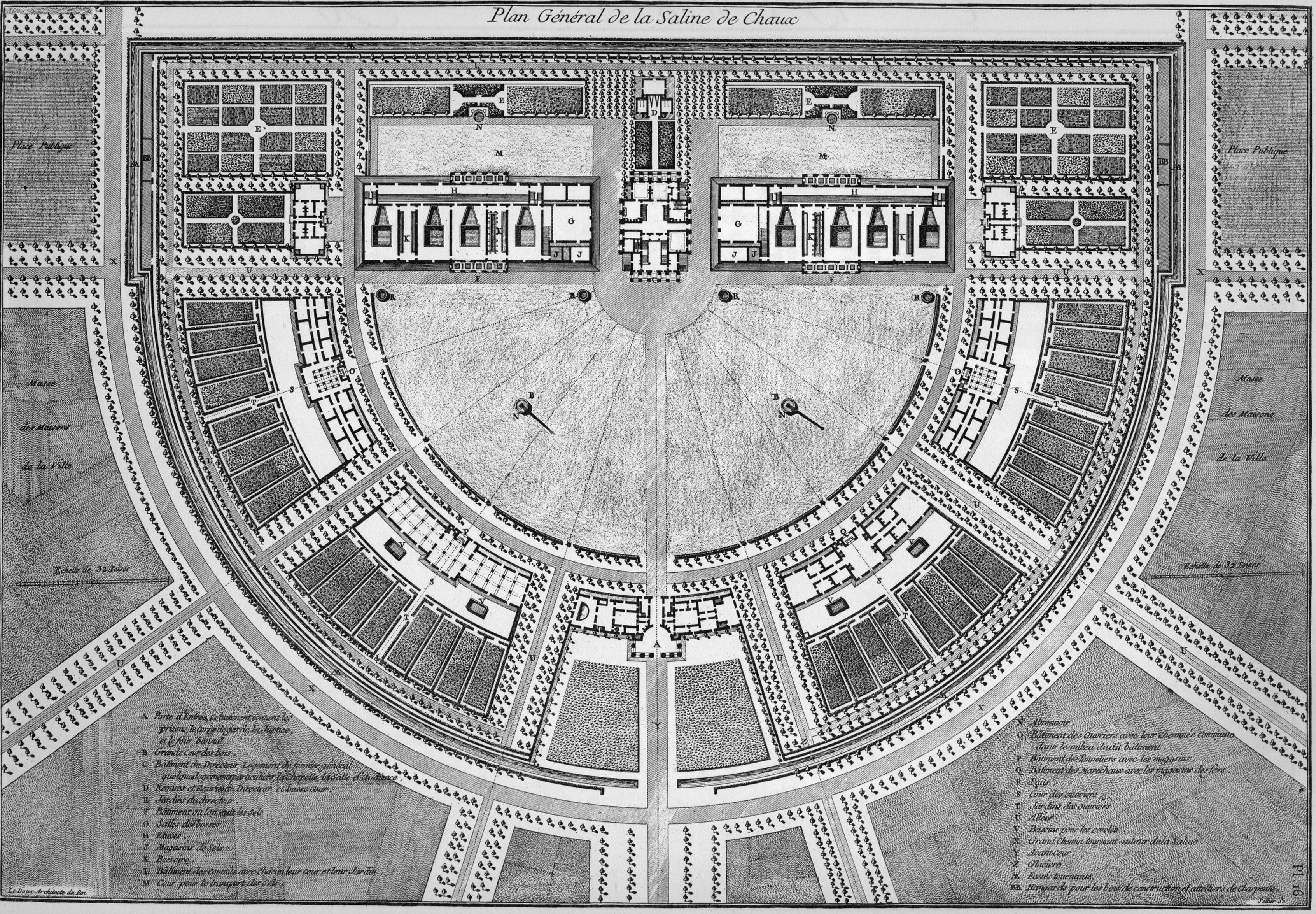
Ledoux's second design plan for Royal Saltworks at Arc-et-Senans.

Леду розробив комплекс у вигляді півкруга, щоб відобразити ієрархічну організацію виробництва. Повний план включав будівлю ідеального міста, формуючи завершене коло, схоже на сонце. Людовик XV підписав указ, авторизуючи початок будівельних робіт 29 квітня 1773 року, що сталося після затвердження другого проекту Леду. Будівництво розпочалося у 1775 році. Але, місто так і ніколи не було започатковане все-таки. Все що втілилося, було реалізоване у діаметрі та півкругу будинків солеварні.
У другому проекті вхід у будову розмістили у центрі півкола та зосередили на бокових охоронних приміщеннях, та на в'язниці і кузні. Інші будинки в півкругу включають зліва, що безпосередньо звернено до входу, місця для столярів та робітників, а справа — військових та бондарів. У центрі кола є будинок директора, котрий має бельведер на горі. Дивна сходова клітка вела до каплиці, яка було зруйнована пожежею у 1918 році, після удару блискавки. По обидві сторони будинку директора розміщена сама солеварня. Ці дві будівлі — завдовжки 80 метрів, завширшки 28 метрів, а також висотою 20 метрів. Вони містять сушильні печі, котли для нагрівання, «сейл дес боусез» та склад солі. На кожному перехресті діаметра та півкруга розмістили будинки, призначені для наглядачів. За будинком директора є елегантна, маленька конюшня для головного конюха.
Підтримка соляної фабрики державною монополією, напевне, пояснює його шляхетну величність. Податок на сіль був дуже непопулярний, та став одною із причин, що призвела до французької революції. А, революція сама по собі спонукала зупинення будівництва ідеального міста солеварні.

## Після закінчення виробництва солі
Соляна фабрика виготовляла 40 тис. центнерів продукту за рік, який повністю був експортований до Швейцарії. Виробництво припинилося у 1895 році після судового позову, який ініціювали жителі Арк-а-Шанон, протестуючи забруднення околишніх колодязів. В цей же час, солеварня мала складності перед фактом конкуренції від виробництва солі із морської води, що доставлялася залізницею.
Як згадувалося раніше, блискавиця в 1918 році зруйнувала каплицю. Та, в квітні 1926 року декілька будинків підірвали динамітом, а також багато зелених насаджень зрізано. Все ще, на 30 листопада 1926 року, після ревізії у 1923 року, Комісія пам'ятників постановила, що центральний павільйон і в'їзна територія є історичним набутком. Власника місця Арк-а-Шенон, яким була все ще Співдружність східних солеварень, дуже засмутило це рішення. На 10 червня 1927 року департамент Дубуа придбав фабрику та розпочав реставраційні роботи.
Протягом 1938 року у будинку розмістився табір іспанських республіканських біженців. Потім, у 1939 році, коли розв'язалася Друга світова війна, французька армія у дворі встановила протиповітряну батарею. Також, підрозділ інженерних військ облаштувався в деяких будинках. Незважаючи ні на що, 20 лютого 1940 року все-ще публікувалися оголошення, що солеварня та її околиці із стінами належать до категорії історичних пам'яток.
Після війни розгорнулася інтенсивна громадська кампанія, що просувалася видатними артистами, журналістами, письменниками із цього регіону, за для мети збереження видатного місця владою.
У 1964 році Марсель Блуволь використав будинок директора як гробницю при постановці телевізійної версії «Дон Жуан» Мольєра.
Із початку 1973 року королівська солеварня та Інститут Клода-Ніколя Леду стали членами європейської культурної мережі. Тоді, у 1982 році ЮНЕСКО записало солеварню у реєстр Світової спадщини.